# Warlock 2: The Exiled
Warlock 2: The Exiled — компьютерная игра в жанре пошаговой стратегии, разработанная компанией Ino-Co Plus и выпущенная 10 апреля 2014 года компанией Paradox Interactive. Игра является продолжением Warlock: Master of the Arcane и несмотря на то, что официально игра является второй частью Warlock, в реальности же The Exiled можно назвать глобальным дополнением к игре, так как она отличается от Master of the Arcane добавлением нового сюжета, новых юнитов, и прочих мелких доработок и добавлений. Графика игры осталось прежней, многие юниты, строения и прочее также остались без каких-либо изменений.
Одним из основных отличием второй части от первой стал новый режим одиночной игры «The Exiled» (Изгнанный).
Одновременно с игрой на Steam для скачивания появляется книга Warlock 2: The Great Mage Game, которая доступна для скачивания за отдельную плату пользователям купившим игру.

## Описание игры

### Сюжет
Миры были разрушены, а маги были изгнаны в их осколки, и вот пришло время вернуться в Арданию и отомстить.

### Фракции
- Люди
- Нежить
- Эльфы Арети
- Монстры
- Сварты
- Странники
- Наги (доступны в дополнении «Wrath of the Nagas»)

## Дополнения и патчи
- Warlock 2: Wrath of the Nagas — скрытые на окраинах мира на протяжении веков Наги вторглись, чтобы покорить Арданию. В «Wrath of the Nagas» (Гнев Нага) была добавлена новая кампания «A clear threat», а также фракция Нагов, новые Великие маги и лорды.
- Warlock 2: The Thrilling Trio — включает трех новых лордов, одного из которых можно выбрать на старте как Великого мага.
- Warlock 2: Three Mighty Mages — добавлено 3 Великих Мага.
- Warlock 2: The Good, the Bad, & the Muddy — добавлено 3 новых лорда.

Все дополнения и патчи стали доступны на Steam 21 октября 2014.

## Отзывы и продажи
| Сводный рейтинг | Сводный рейтинг |
| Агрегатор       | Оценка          |
| --------------- | --------------- |
| GameRankings    | 76,67 %         |

Летом 2018 года, благодаря уязвимости в защите Steam Web API, стало известно, что точное количество пользователей сервиса Steam, которые играли в игру хотя бы один раз, составляет 86 204 человека.